# Saint-Georges-du-Bois (Charente Marítim)
Saint-Georges-du-Bois és un municipi francès situat al departament del Charente Marítim i a la regió de la Nova Aquitània. L'any 2007 tenia 1.683 habitants.

## Demografia

### Població
El 2007 la població de fet de Saint-Georges-du-Bois era de 1.683 persones. Hi havia 649 famílies de les quals 145 eren unipersonals (48 homes vivint sols i 97 dones vivint soles), 214 parelles sense fills, 238 parelles amb fills i 52 famílies monoparentals amb fills.
La població ha evolucionat segons el següent gràfic:
Habitants censats

### Habitatges
El 2007 hi havia 738 habitatges, 672 eren l'habitatge principal de la família, 30 eren segones residències i 35 estaven desocupats. 728 eren cases i 9 eren apartaments. Dels 672 habitatges principals, 503 estaven ocupats pels seus propietaris, 158 estaven llogats i ocupats pels llogaters i 11 estaven cedits a títol gratuït; 3 tenien una cambra, 22 en tenien dues, 89 en tenien tres, 173 en tenien quatre i 385 en tenien cinc o més. 560 habitatges disposaven pel capbaix d'una plaça de pàrquing. A 283 habitatges hi havia un automòbil i a 337 n'hi havia dos o més.

### Piràmide de població
La piràmide de població per edats i sexe el 2009 era:
| Homes | Edats   | Dones |
| ----- | ------- | ----- |
| 0     | 95 o +  | 0     |
| 0     | 90 a 94 | 4     |
| 4     | 85 a 89 | 8     |
| 16    | 80 a 84 | 20    |
| 24    | 75 a 79 | 36    |
| 36    | 70 a 74 | 40    |
| 28    | 65 a 69 | 40    |
| 60    | 60 a 64 | 48    |
| 24    | 55 a 59 | 56    |
| 44    | 50 a 54 | 40    |
| 40    | 45 a 49 | 28    |
| 44    | 40 a 44 | 64    |
| 80    | 35 a 39 | 56    |
| 48    | 30 a 34 | 60    |
| 40    | 25 a 29 | 48    |
| 44    | 20 a 24 | 40    |
| 84    | 15 a 19 | 28    |
| 52    | 10 a 14 | 44    |
| 32    | 5 a 9   | 68    |
| 44    | 0 a 4   | 40    |

## Economia
El 2007 la població en edat de treballar era de 1.064 persones, 791 eren actives i 273 eren inactives. De les 791 persones actives 703 estaven ocupades (395 homes i 308 dones) i 87 estaven aturades (29 homes i 58 dones). De les 273 persones inactives 83 estaven jubilades, 81 estaven estudiant i 109 estaven classificades com a «altres inactius».

### Ingressos
El 2009 a Saint-Georges-du-Bois hi havia 710 unitats fiscals que integraven 1.762,5 persones, la mediana anual d'ingressos fiscals per persona era de 16.382 €.

### Activitats econòmiques
Dels 54 establiments que hi havia el 2007, 1 era d'una empresa alimentària, 1 d'una empresa de fabricació d'altres productes industrials, 16 d'empreses de construcció, 14 d'empreses de comerç i reparació d'automòbils, 1 d'una empresa de transport, 3 d'empreses immobiliàries, 5 d'empreses de serveis, 10 d'entitats de l'administració pública i 3 d'empreses classificades com a «altres activitats de serveis».
Dels 15 establiments de servei als particulars que hi havia el 2009, 2 eren tallers de reparació d'automòbils i de material agrícola, 3 paletes, 2 guixaires pintors, 3 fusteries, 2 lampisteries, 1 electricista, 1 perruqueria i 1 saló de bellesa.
L'únic establiment comercial que hi havia el 2009 era una fleca.
L'any 2000 a Saint-Georges-du-Bois hi havia 36 explotacions agrícoles que ocupaven un total de 2.700 hectàrees.

## Equipaments sanitaris i escolars
L'únic equipament sanitari que hi havia el 2009 era una farmàcia.
El 2009 hi havia 1 escola maternal i 1 escola elemental.

## Poblacions més properes
El següent diagrama mostra les poblacions més properes.